# Маштабей Ольга Михайлівна
Ольга Михайлівна Маштабе́й (28 березня 1922, Орловець, Київська область – 28 серпня 1995, Луганськ). Кандидат філологічних наук, доцент Луганського національного університету імені Тараса Шевченка, педагог, дослідник історії української мови (праці про дієслівні форми в міських і актових книгах Полтави й Миргорода).

## Життєпис
У 1939 році закінчила Орловецьку середню школу і вступила до Київського університету на філологічний факультет.     
З травня 1942 року до червня 1944 року навчалася в Об’єднаному Українському університеті в м. Кзил-Орда Казахської РСР.              У червні 1944 року разом з університетом переїздить до Києва, де у вересні закінчує повний курс навчання на філологічному факультеті Київського державного університету ім. Т. Шевченка.    
Після отримання вищої освіти О. М. Маштабей була направлена на роботу викладачем української мови до Старобільського вчительського інституту, де протягом 1947 - 1949 років обіймала посаду декана факультету.  Після ліквідації Старобільського вчительського інституту переведена до Ворошиловградського педагогічного інституту старшим викладачем кафедри української мови (1954 рік).   
Протягом 30 років (1956 – 1986 рр) очолювала кафедру української мови. Обіймала посаду вченого секретаря Луганського педагогічного інституту.

## Наукова діяльність
З 1953 до 1954 року Ольга Михайлівна навчалася на відділенні дисертантів мовознавчих дисциплін при філологічному факультеті Київського державного університету ім. Т. Г. Шевченка (нині Київський національний університет імені Тараса Шевченка). 
У 1956 році успішно захистила дисертацію на тему „Актові книги Полтавського міського уряду  [Архівовано 7 листопада 2017 у Wayback Machine.] як джерело для історичного вивчення полтавсько-київського діалекту (дієслівні форми)”. Цього ж року присуджено вчений ступінь кандидата філологічних наук, у 1959 році – учене звання доцента.
Наукові інтереси О. М. Маштабей пов’язані в з історією української літературної мови. Досліджувала писемні пам’ятки староукраїнської ділової й народнорозмовної мови. У співавторстві із Самійленком В. Г. та Борисом Шарпилом займалась упорядкуванням збірника актових документів "Лохвицької ратушної книги другої половини XVII ст." (К.: Наук, думка, 1986 р.). 
Є співавтор одного з найперших збірників вправ і завдань з історичної граматики (Київ, 1958 р.). Цікавилася питаннями лексикології, семантики, проблеми української мови та методики її викладання в середній школі.

## Значущі наукові праці
1.   Антропонімічний матеріал на уроках фонетики і морфології / О. М. Маштабей, В. О. Шевцова // Укр. мова і літ. в шк. – 1978. – № 6. – С. 58 – 62 (у співавторстві з В. О. Шевцовою). 
2.   Деякі питання історико-діалектологічного дослідження мови актових документів Полтавщини XVII століття / О. М. Маштабей // Доп. та повідом. на наук. конф. за 1955 р. Ворошиловградського пед. ін-ту (секція мови та літератури). – Ворошиловград, 1956. – С. 20 – 22.
3.   Деякі морфологічні риси говорів Полтавщини XVII ст. / О. М. Маштабей // Середньонаддніпрянські говори: зб. ст. – К., 1960. – С. 184 – 203.
4.   Діалектні помилки на уроках української мови і боротьба з ними / О. М. Маштабей // Укр. мова в шк. – 1955. – № 4. – С. 44 – 49.
5.   До історії українських жіночих антропонімів XVII століття / О. М. Маштабей, В. О. Шевцова // Українське мовознавство. – 1977. – № 5. – С. 92 – 99 (у співавторстві з В. О. Шевцовою). 
6.   До історії українського народнорозмовного мовлення (на матеріалі актових документів XVII ст.) / О. М. Маштабей // Усне побутове літературне мовлення. – К., 1970. – С. 25 – 33.
7.   Збірник вправ з історичної граматики української мови: Навч. посібник для студентів мовно-літературних факультетів / О. П. Безпалько, О. М. Маштабей, Б. А. Шарпило. – К. : Рад. школа, 1958. – 176 с. (співавтори: Безпалько О. П. та Шарпило Борис Антонович).
8.   Із спостережень над побутовою лексикою актових книг XVII століття / О. М. Маштабей // Проблеми філології : Зб. наук. пр., присв. 70-річчю ін-ту. – Луганськ, 1993. –        С. 66 – 70.
9.   Із спостережень над фразеологією української ділової мови XVII ст. / О. М. Маштабей // Питання фразеології східнослов’янських мов : тези респ. наук. конф. (Ін-т мовознавства ім. О. Потебні і Полтавський держ. пед ін-т ім. В. Короленка). – К., 1972. – С. 100 – 102 (співавтор: Шарпило Борис Антонович).
10.   Історико-діалектологічне дослідження староукраїнських пам’яток у радянський період / О. М. Маштабей // Підсумки і проблеми наукового вивчення української мови в пожовтневий період. – К., 1968. – С. 23 – 24.
11.    Лохвицька ратушна книга другої половини XVII ст. : збірник актових документів / упоряд. О. М. Маштабей, В. Г. Самійленко, Шарпило Борис Антонович. – К. : Наук, думка, 1986. – 219 с.
12.    Лохвицькі ратушні книги як джерело для історичної діалектології української мови / О. М. Маштабей // Питання історичного розвитку української мови : тези доп. міжвуз. наук. конф. (15 – 20 груд. 1959 р.). – X., 1959. – С. 67 – 69.
13.    Навчальні перекази з української мови для 4 – 8 класів : 3-тє вид., доп. і перероб. / Е. Й. Лоповок, О. М. Маштабей, З. С. Сікорська. – К., 1989. – 253 с. (співавтори: Лоповок Е. Й. та Сікорська Зінаїда Степанівна) 
14.    Норми орфоепії і проблема визначення діалектних помилок / О. М. Маштабей // Доп. та повідом. на наук. конф. за 1956 р. Ворошиловградського пед. ін-ту. (секція мови та літератури). – Ворошиловград, 1957. – С. 21 – 22.